# Joan Ferrier
Joan Mary Ferrier (Paramaribo, 14 december 1953 – Oegstgeest, 8 maart 2014) was een Nederlands orthopedagoge van Surinaamse afkomst. Ze was van 1998 tot 2012 directeur van E-Quality.

## Levensloop en carrière
Ferrier werd geboren als dochter van Johan Ferrier, de eerste president van Suriname, en van Edmé Vas, lerares. Ze was een oudere zuster van de politica Kathleen Ferrier, en was een jongere halfzuster van de socioloog Deryck Ferrier en de auteurs Cynthia McLeod en Leo Ferrier.
Ferrier studeerde orthopedagogiek aan de Rijksuniversiteit Utrecht en werkte vervolgens bij het Sociaal-Agogisch Centrum van het Burgerweeshuis waar zij ten slotte coördinator werd van twee opvanghuizen voor Marokkaanse kinderen. Daarnaast was zij docente Transculturele pedagogiek aan de Hogeschool van Amsterdam en wetenschappelijk medewerker aan de Universiteit van Amsterdam. Toen in 1997 vier emancipatieorganisaties voor vrouwen besloten te fuseren, werd Ferrier per 1 januari 1998 directeur van het nieuwe Instituut voor Gender en Etniciteit, dat in de loop van dat jaar werd omgedoopt in E-Quality. Na haar vertrek als directeur fuseerde E-Quality, kenniscentrum voor emancipatie, gezin en diversiteit, met Aletta, instituut voor vrouwengeschiedenis. Inmiddels heet dit instituut Atria, kennisinstituut voor emancipatie en vrouwengeschiedenis. In 2008 werd Ferrier verkozen tot "zwarte vrouwelijke manager" van het jaar.
Vanaf mei 2012 was ze directeur en eigenaar van een eigen consultancybureau.

## Bestuursfuncties
Ferrier is bestuurslid geweest van Ombudsvrouw Amsterdam, Technika 10, Young Women's Christian Association en de Nationale Commissie voor Internationale Samenwerking en Duurzame Ontwikkeling (NCDO). Ook is ze initiatiefneemster en bestuurslid geweest van de Stichting Johan Ferrier Fonds.

## Eerbetoon
In 2011 werd ze benoemd tot Ridder in de Orde van Oranje-Nassau vanwege haar inzet op het terrein van emancipatie, gezin en diversiteit. In haar naam werd een fonds op naam ingesteld bij het Oranje Fonds en de Joan Ferrier Penning wordt periodiek uitgereikt aan mensen die een van haar idealen realiseren.